# Legends
Legends è una miniserie a fumetti in 6 numeri della DC Comics, uscita tra novembre 1986 e aprile 1987 negli Stati Uniti.
In Italia è stata pubblicata dalla Play Press Publishing su Justice League nn. 1-3 dal 1990, successivamente è stata ristampata dalla Planeta DeAgostini in un unico volume su DC Sagas n. 1 nel novembre 2006.
È stato il secondo grande crossover della casa editrice statunitense, dopo Crisi sulle Terre infinite dell'anno prima.